# Anemone (musikgrupp)

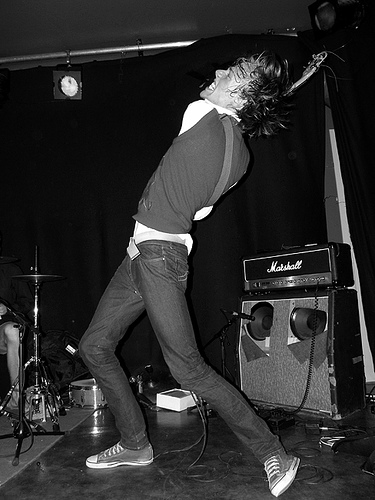
Anemone, Punchfest 2006

Anemone är ett screamoband från Tierp/Uppsala, som funnits sedan 2006.

## Medlemmar
- Jussi Haavisto - Sång och Elbas
- Gustav Berg - Sång
- Karl Nilsson - Elgitarr
- Gustav Axelsson - Trummor

## Diskografi
- 2006 - In passenger seats I'm yours to keep
- 2007 - Systematiskt stopp i lidandets maskineri
- 2008 - Sedens Bördor
- 2009 - "Taciturn/Anemone split